# 마쿠노우치 (음식)

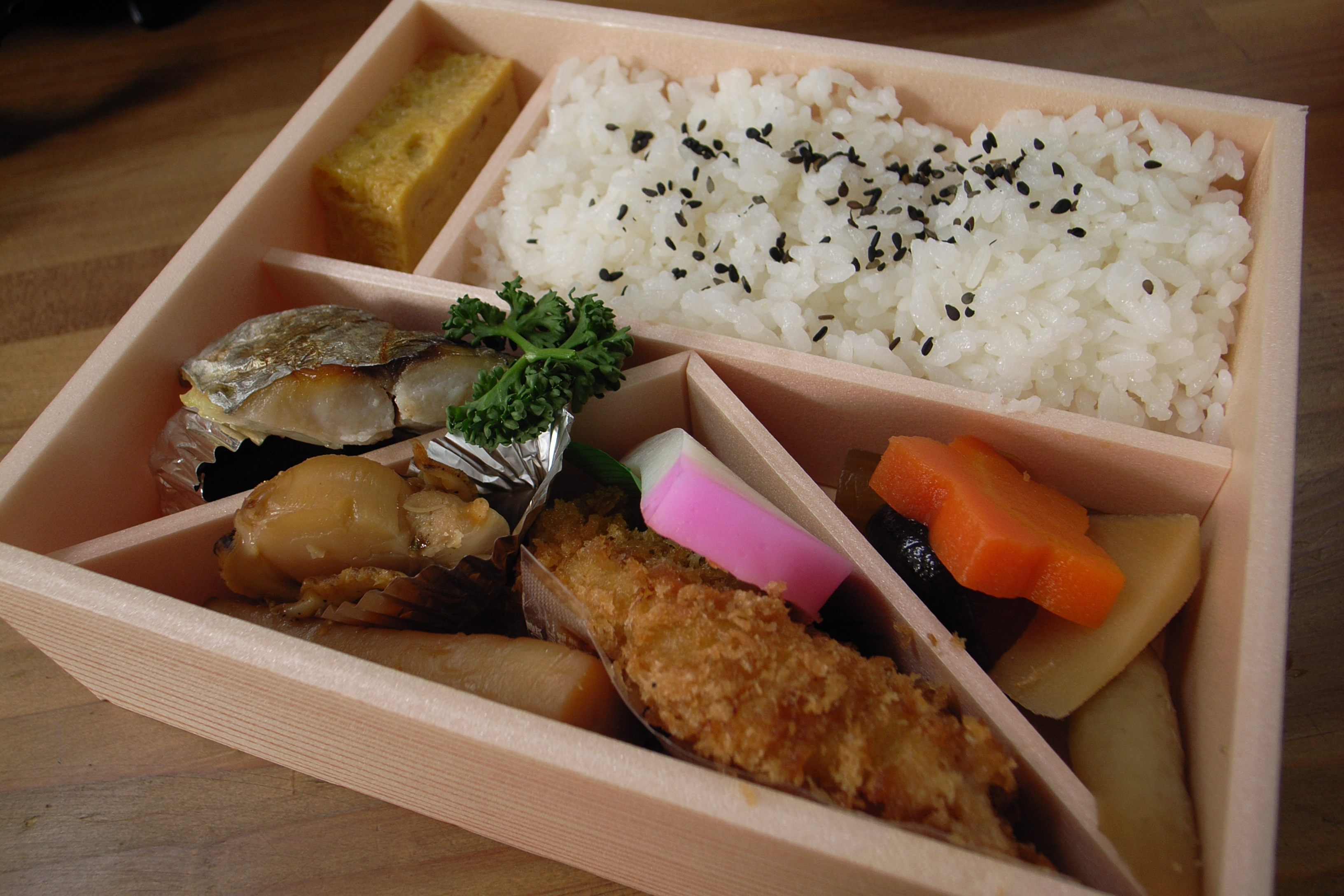
마쿠노우치 도시락

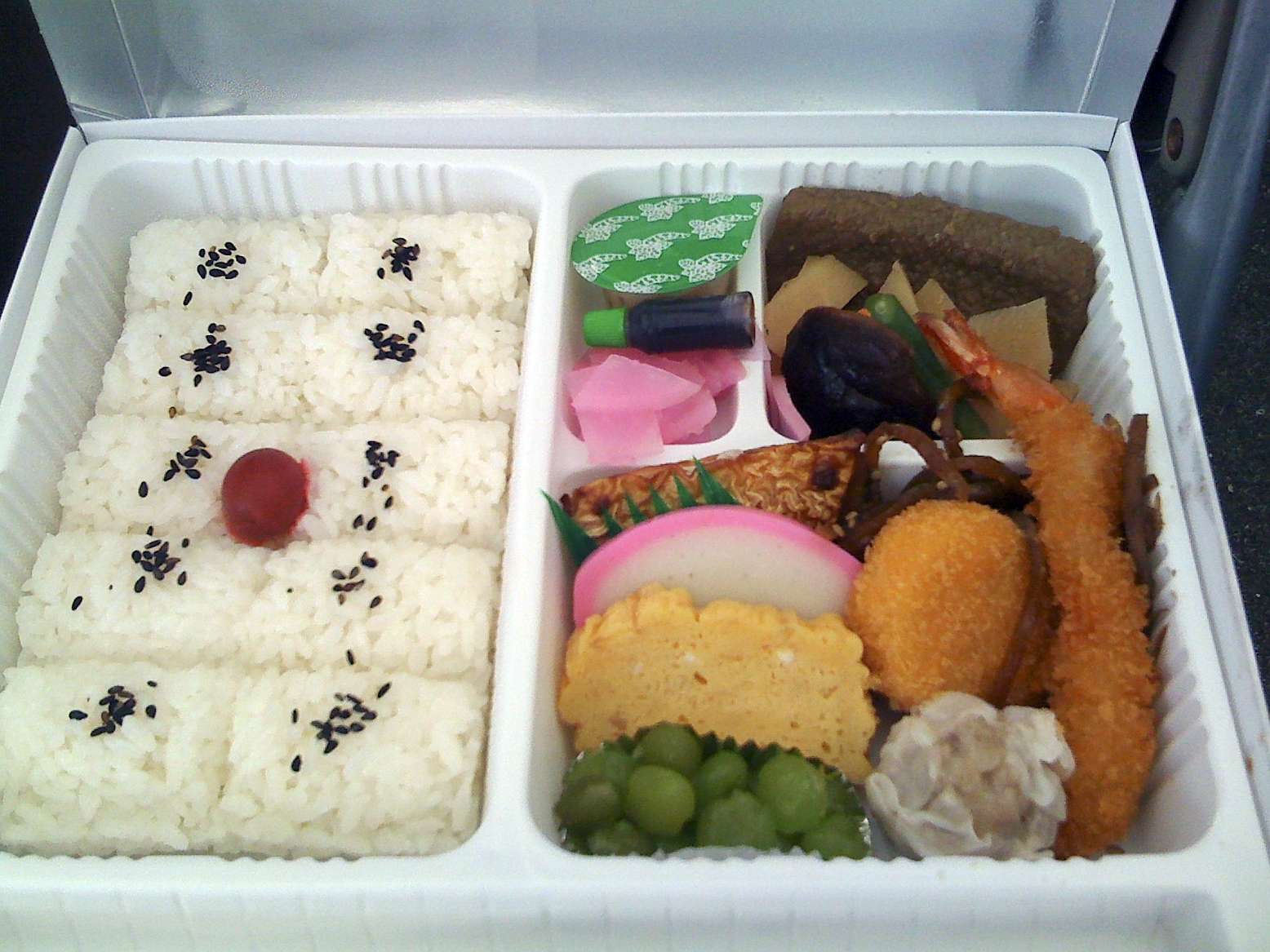
시즈오카역에서 판매되고 있는 마쿠노우치 에키벤.

마쿠노우치(幕の内)는 백반과 몇 종류의 부식으로 구성되는 일식 도시락이다. 주로 쌀과 생선, 고기, 쓰케모노(절임), 계란, 야채, 우메보시(소금에 절인 매실)로 구성된다. 오랜 역사를 가지며, 세세한 정의와 특징에 대해서는 여러 설이 있다.

## 역사
마쿠노우치 벤토(‘막간에 먹는 도시락’)라는 단어는 에도 시대로 거슬러 올라간다. 당시 이 도시락은 노와 가부키 공연의 휴식 시간(幕간) 동안 극장 관객에게 판매되었다.
에도시대 후기에 쌀밥과 반찬을 조합하여 오니기리보다 손이 많이 드는 도시락을 ‘마쿠노우치’라고 부르게 되었다. 처음에는 시바이(芝居)라고 불리는 일본 전통 연극을 관람할 때 연기자와 무대 뒤의 사람들을 위해 만들어졌고, 곧이어 관객 대상으로도 등장하여 발전했다. 이러한 도시락은 규격화되어 양산되기 시작했다.
메이지 시대부터 마쿠노우치는 기차역에서 판매되는 에키벤이라는 도시락의 일반적인 관습이 되었다. 편의점에서도 마쿠노우치라는 이름으로 도시락을 판매하고 있다. 마쿠노우치 도시락의 종류와 품목 수는 매장마다 다르지만 다른 도시락보다 더 많은 품목이 포함되어 있고 가격도 더 비싼 경우가 많다.
《모리사다 만고》(守貞漫稿, 1837년 기고)에 따르면, 에도시대 말기에는 오니기리에 부식물을 첨가한 도시락을 ‘마쿠노우치’라고 불렀으며, 처음으로 만든 곳은 요시초(芳町) 소재의 마쿠(万久)라는 가게이다. 마쿠노우치 도시락은 곧 시바이에 국한되지 않고 병문안이나 선물용으로도 소비되기 시작했다.
메이지 시대 이래, 마쿠노우치는 에키벤의 양식으로 자리잡아 확산되었다. 1889년에 효고현 히메지역에서 마네키(まねき)라는 점포가 오니기리 형태로만 제작되던 에키벤에 도입한 것이 시초이다. 에키벤은 용기를 회수할 수 없으므로 일회용 목판에 식품을 담는 방법이 널리 사용되었다.

제2차 세계대전 이후, 가이세키식 마쿠노우치가 고급 음식점이나 접대용 가정식 요리로 인기를 얻은 한편, 종류가 다양하지만 소량의 부식을 쌀밥과 함께 비닐 용기에 담아 백화점, 슈퍼마켓, 도시락 가게에서 판매하기 시작했다. 20세기 말부터 지방색이 강하거나 특정 식재료를 중시한 특색 있는 벤토가 다수 등장하였으나, 마쿠노우치는 여전히 인기 있는 형태의 도시락이다.

## 어원
‘마쿠노우치’(幕の内)라는 단어는 일본의 전통 연극인 시바이(芝居)에서 막(幕) 도중 혹은 막간(幕間)을 의미하는데, 이것이 도시락의 일종을 가리키게 된 경위에는 여러 설이 있다.
- 도시락은 시바이의 막 도중에 관객이 취식하였기 때문이라는 설
- 막 도중에 연기자가 먹었던 도시락이기 때문이라는 설
- 막간 시간을 이용해서 연기자가 먹었기 때문이라는 설
- 에도 요시초의 마쿠(万久)라는 가게에서 판매했기 때문이라는 설

## 정의
1. ↑  일본국어대사전(쇼가쿠칸)에서 제시하는 가장 오래된 용례는 1796년이다.
2. ↑  경목 도시락 상자 하단에 백반, 상단에 반찬(돔, 닭고기, 가마보코, 다테마키, 긴톤, 땃두릅, 나라즈케 등)을 담아놓았다.

### 마쿠노우치의 원형
밥은 일반적으로 백반이다. 반찬은 수분이 적은 것으로 다양하게 담겨 있는 것이 일반적이다. 특히 생선구이, 달걀, 가마보코, 튀김류, 절임류 등은 마쿠노우치 도시락의 대표적인 반찬이다.

도시락이라는 특성상 단기간에 상할 수 있는 음식은 기피되는 반면, 전반적으로 고칼로리에 지방과 염분이 많고, 채소류가 부족한 경우가 많다.

## 갤러리

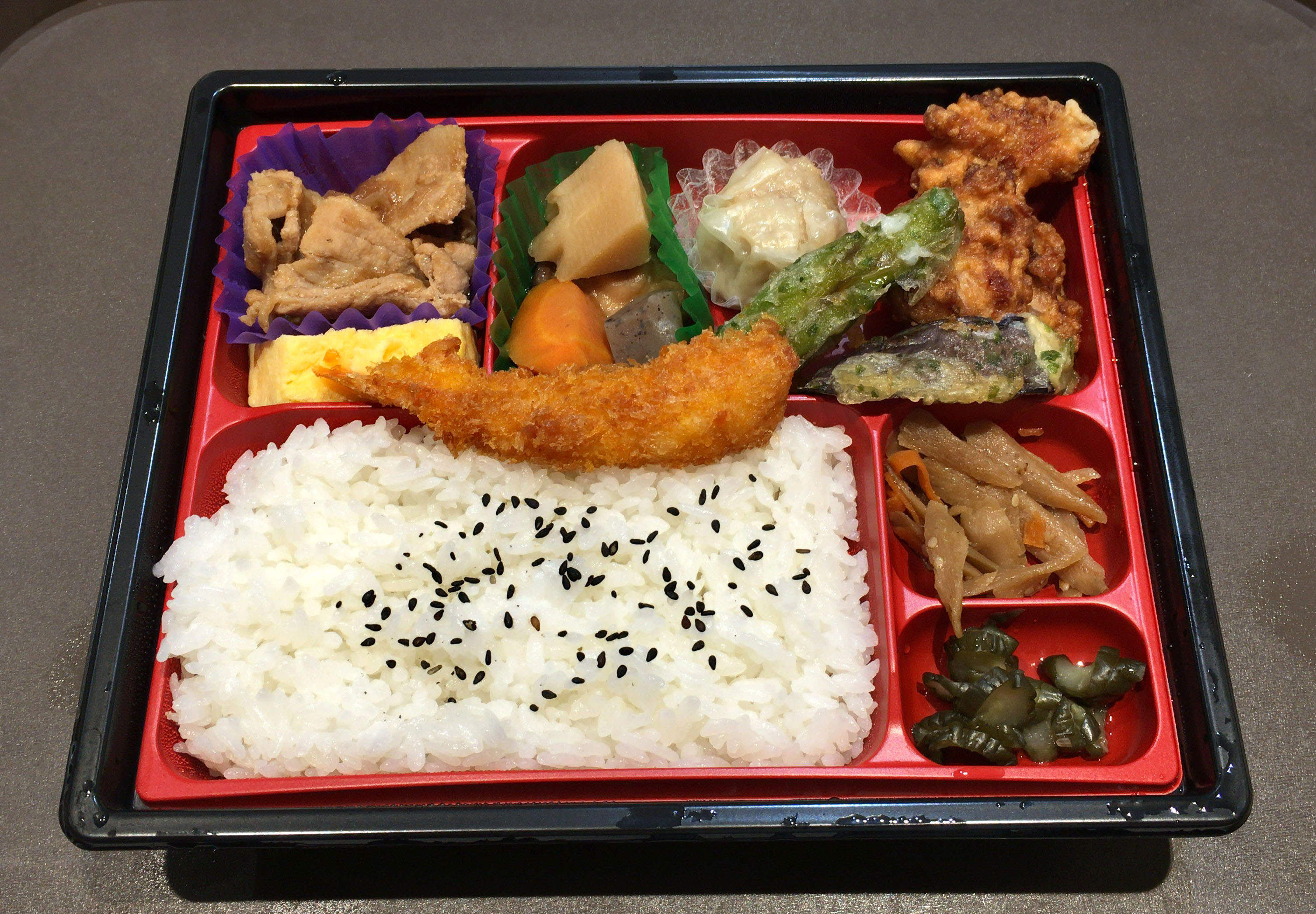
오리진 벤토의 마쿠노우치 도시락
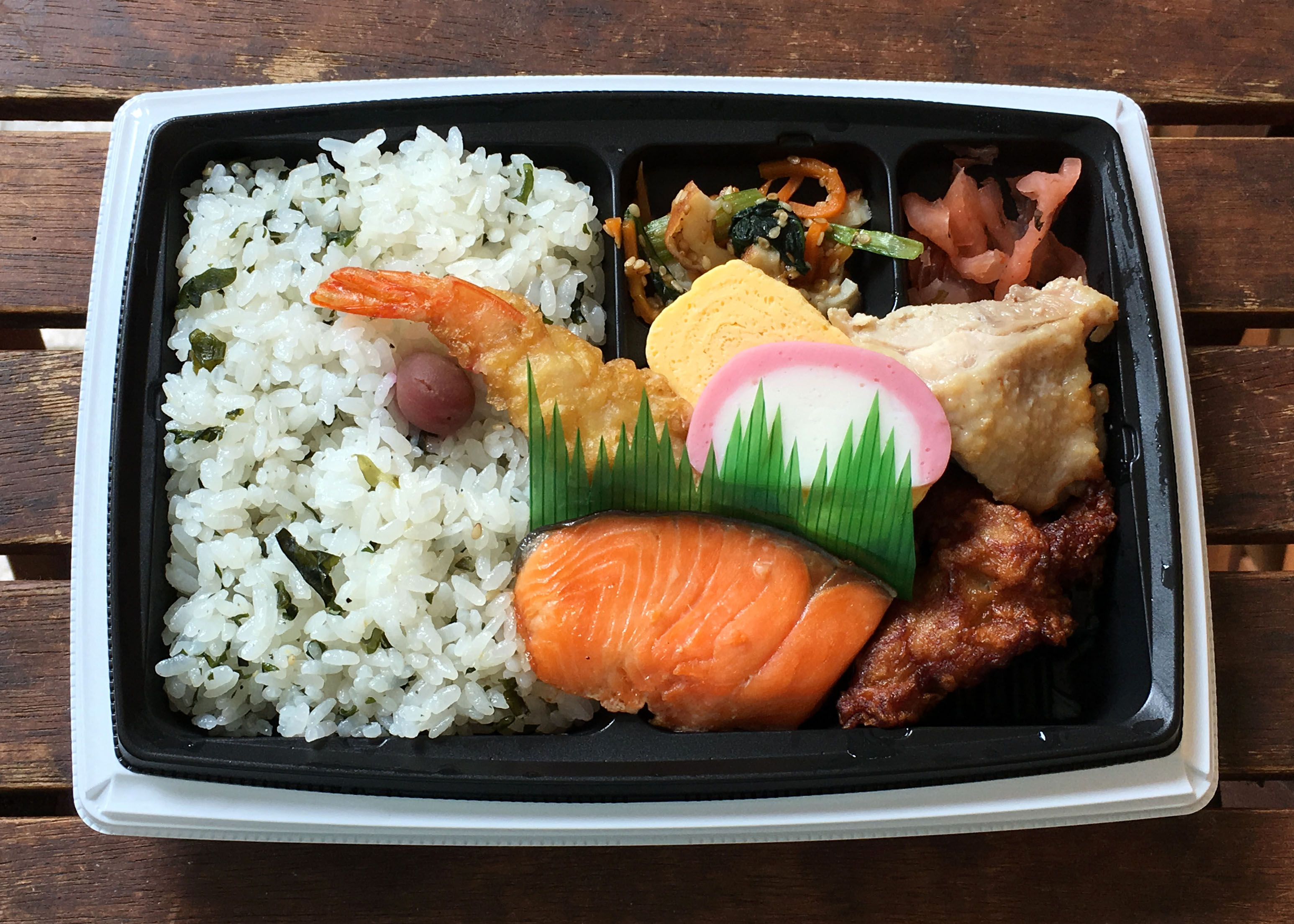
세븐일레븐의 마쿠노우치 도시락
훼미리마트의 마쿠노우치 도시락

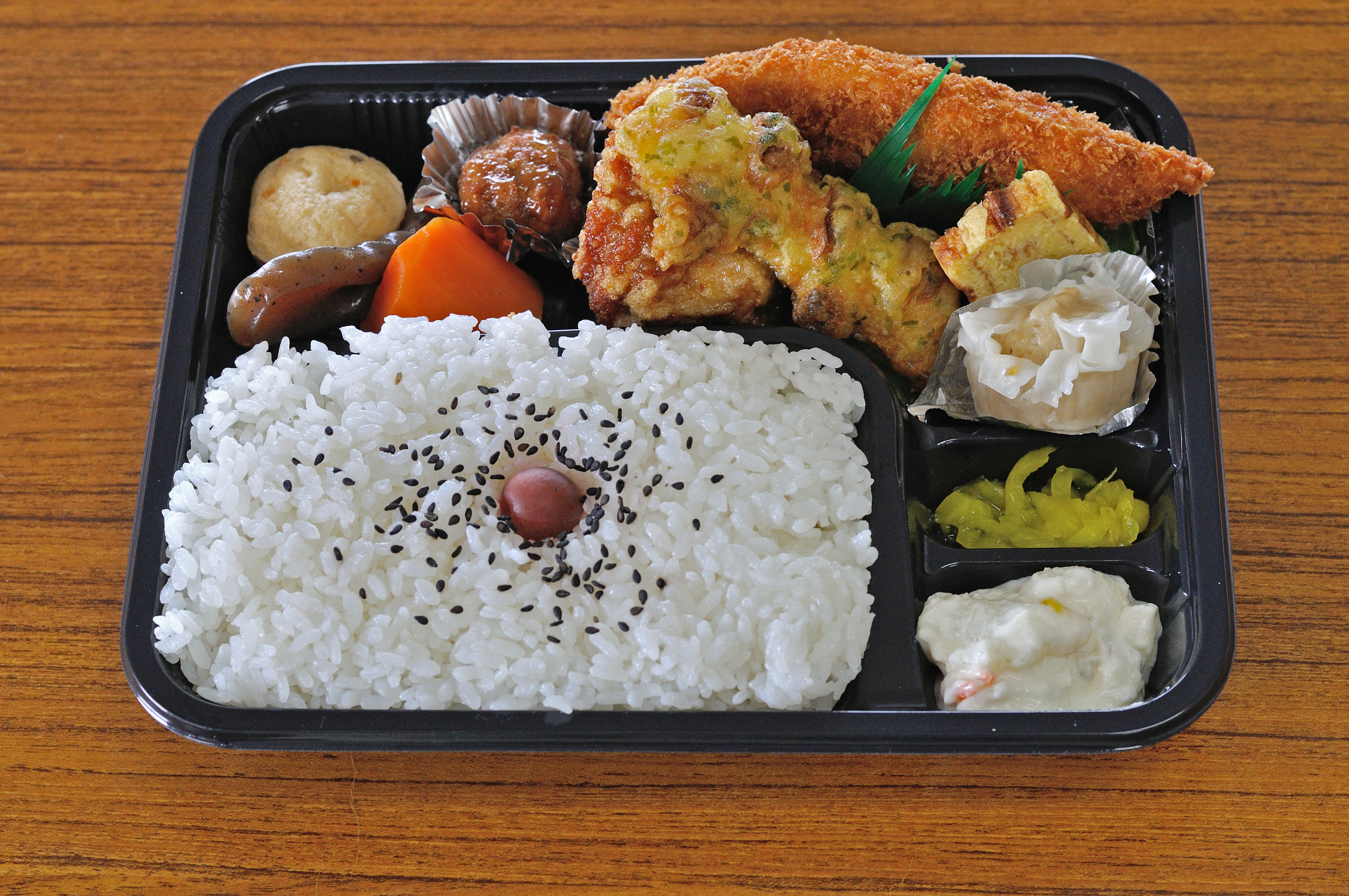
마쿠노우치 도시락

## 같이 보기
- 벤토
- 에키벤
- 캬라벤

### 설명주
1. 1 2 3 4 5 6 7  榮久庵 1981.
2. ↑  榮久庵 1981, 229쪽.
3. ↑  「中飯 江戸は幕の内と号けて円扁平の握り飯十顆を僅に焼之也。添之に焼鶏卵蒲鉾こんにゃく焼豆腐干瓢以上是を六寸重箱に納れ人数に応じ観席に持運ぶを従来の例とす」との記述がある[2]。
4. ↑  “元祖　幕の内弁当”. まねき食品. 2023년 2월 9일에 원본 문서에서 보존된 문서. 2022/02/20에 확인함.

## 참고문헌
- 榮久庵憲司 (1981). 《幕の内弁当の美学》. ゴマセレクト. ごま書房.